# Ситиу-ду-Мату
Ситиу-ду-Мату (порт. Sítio do Mato)  —  муниципалитет в Бразилии, входит в штат Баия. Составная часть мезорегиона Вали-Сан-Франсискану-да-Баия. Входит в экономико-статистический  микрорегион Бон-Жезус-да-Лапа. Население составляет 13 979 человек на 2006 год. Занимает площадь 1709,762 км². Плотность населения — 8,2 чел./км².

## Статистика
- Валовой внутренний продукт на 2003 год составляет 36 474 738,00 реалов (данные: Бразильский институт географии и статистики).
- Валовой внутренний продукт на душу населения на 2003 год составляет 2815,28 реалов]] (данные: Бразильский институт географии и статистики).
- Индекс развития человеческого потенциала на 2000 год составляет 0,600 (данные: Программа развития ООН).

## География
Климат местности: полупустыня.